# グリーンウッド (ミシシッピ州)
グリーンウッド（英: Greenwood）は、アメリカ合衆国ミシシッピ州の都市。レフロア郡の郡庁所在地である。人口は1万4490人（2020年）。
グリーンウッド小都市圏の中核である。州都ジャクソンの北154キロメートル、テネシー州メンフィスからは南に210キロメートルに位置している。タラハチー川とヤロブシャ川がグリーンウッドで合流してヤズー川となる。19世紀には綿花農園文化の中心だった。1960年代を通じた公民権運動の中で、アフリカ系アメリカ人が人種差別撤廃と投票権を求めて動き、大きな抗議と紛争の起きた場所だった。

## 歴史

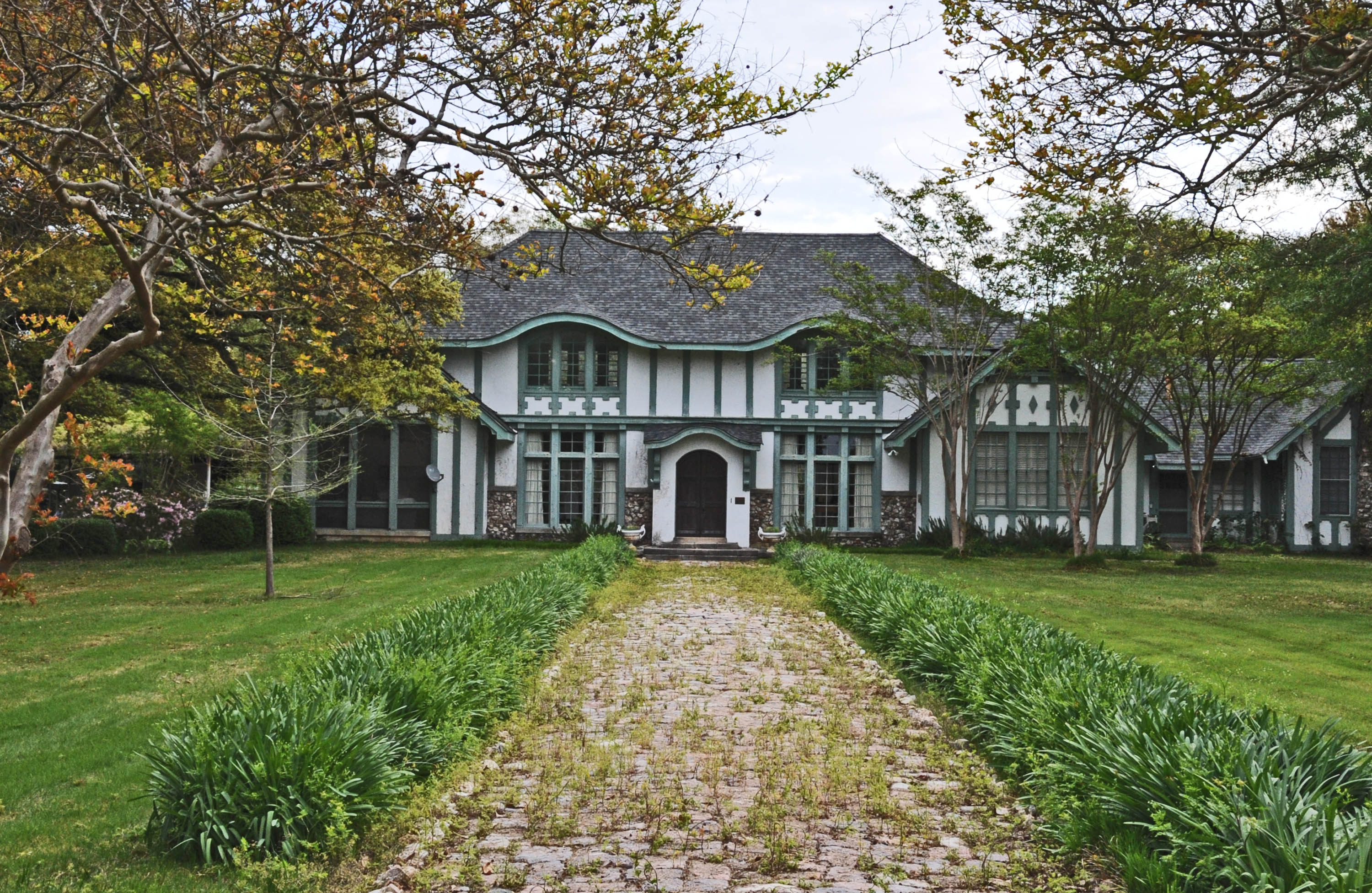
ローズマリー・ハンフリー邸

ミシシッピ川の氾濫原は、本流と多くの支流から供給される栄養源によって、植生と野生生物が豊富にある歴史があった。ヨーロッパ人がアメリカ大陸に渡って来るよりもかなり前には、チョクトー族やチカソー族インディアンが、ミシシッピ・デルタの低地と現在のミシシッピ州中央部全体を領土にしていた。西暦950年頃から土盛りマウンドを築いたミシシッピ文化など、数千年前からこの地域に住んでいた先住民の子孫だった。
19世紀、アメリカ合衆国南東部の文明化五部族が、アメリカ合衆国のヨーロッパ系アメリカ人による領土への侵食を受けるようになった。アメリカ合衆国政府からの圧力の下で、1830年、チョクトー族の酋長グリーンウッド・レフロアとその他の指導者が、ダンシング・ラビット・クリーク条約に調印し、インディアン準州、現在のオクラホマ州南東部の土地と引き換えに、彼らの残っていた領土の大半をアメリカ合衆国に譲渡した。アメリカ合衆国政府はヨーロッパ系アメリカ人への販売と入植のために得られた土地を開放した。レフロアは条約に署名して部族の土地を渡した決断を後悔するようになり、1843年、「私の部族によって（条約で）得られた利益は、私が期待する権利があったもの、あるいは彼らが公正に権利を得られたものとは決して等しくはない、と残念ながら言うしかない」と語った。
ヤズー川岸で最初のヨーロッパ系アメリカ人開拓地は、1834年にジョン・ウィリアムズが設立した交易基地であり:7、ウィリアムズ・ランディングと呼ばれた。この開拓地は、ヤズー川の3マイル (5 km) 上流にポイント・レフロアと呼ばれるグリーンウッド・レフロア大佐の上陸点と競合した。ポイント・レフロアには多くの設立済み開拓地とを繋ぐ全天候型有料道路があった。この競合関係は、タイタス・ハワードが、東の丘陵部への道を町民が維持することと引き換えに土地を寄付したときに終わった。1844年、町は「グリーンウッド」という名で法人化された。この名はグリーンウッド・レフロア酋長から採られた。市が設立されたのは綿花に対する国際的な需要が高い時であり、その成功はミシシッピ・デルタの中心にあるという戦略的な位置に基づいていた。沖積平野の東端にあることと、タラハチー川とヤズー川に跨っていることが重要だった。市は綿花の主要市場であるニューオーリンズ、ヴィックスバーグ、メンフィス、セントルイスに出荷する地点として機能した。アッパー・サウスから数多い奴隷がミシシッピ州の労働力として連れて来られた。綿花栽培がこの南東部の新しい領土に広がるにつれて、労働需要を満たすためにディープサウスに移動させられた奴隷は100万人以上に達した。グリーンウッドは綿花プランテーションにおける奴隷労働と商品の積み出しに基づいて繁栄を続け、それが南北戦争の後半まで続いた。
1865年に南北戦争が終わり、その後にレコンストラクション時代が続き、労働市場は自由労働者のものに変わった。ミシシッピ州はまだ開発の進んでいないフロンティアであり、多くの解放奴隷は他人のために働くことを止めた。19世紀後半、多くの黒人はデルタの低地で土地を開墾して自分の農園を所有するようになった。戦争の混乱と労働環境の変化によって綿花の生産は当初減少し、以前は繁栄していた市の経済を減速させた。
1880年代、地域に鉄道が開通しで市を再活性化させた:8。線路がヤズー川に近く、グリーンウッドの中心街を通り、市場への輸送期間を短縮した。グリーンウッドは再度、綿花の主要な出荷場所として浮上した。ヤズー川に接する中心街のフロント通りは綿花に関連する事業で占められ、コットン・ローという綽名がついた。グリーンウッドはこのまま1940年代まで繁栄を続けたが、20世紀初期のワタミゾウムシの蔓延で綿花生産は打撃を受けていた。ヤズー川に架かる橋には長年、「世界最大の内陸長繊維綿花市場」という看板が架かっていた。
綿糸産業は20世紀の第二次世界大戦以前にほとんど機械化され、数多い小作農はいらなくなった。20世紀後半からミシシッピ州の農夫は綿花に代わってトウモロコシや大豆を換金作物にするようになった。繊維製造産業は海外に出て行き、新しい穀物には競争力ある価格が付き、それらは家畜の飼料として使われた。
グリーンウッドのグランド大通りはかつて、アメリカ商工会議所やガーデンクラブス・オブ・アメリカから、国内で最も美しい通り10傑の1つに挙げられていた。グリーンウッド庭園クラブの創立会員であるサリー・ハンフリーズ・グウィンがグランド大通りの街路樹に1,000本のオークを植えた。1950年、グウィンはアメリカ独立戦争の娘たち全国会議から、街路樹保存の働きを認められ、表彰を受けた。

### 公民権運動の時代
1955年、「ブラウン対教育委員会事件」でアメリカ合衆国最高裁判所が、公共教育の人種差別は違憲であると裁定した後、グリーンウッドのロバート・B・パターソンが設立した白人市民委員会が、人種統合に反対して戦った。州内にその支部が結成された。
1962年から1965年、グリーンウッドは公民権運動中の抗議と有権者登録闘争の中心だった。学生非暴力協調委員会、連邦組織委員会、ミシシッピ自由民主党がグリーンウッドで活動した。この時代、数多いアフリカ系アメリカ人が非暴力抗議の中で逮捕された。公民権運動家は警官や白人によって繰り返される暴力を受けた。さらに白人は経済的報復手段を使い、有権者登録を行おうというアフリカ系アメリカ人を脅した。白人は彼らをクビにし、借家から追い出し、貧しい町では連邦政府からの生活補助を打ち切った。市の警官は警察犬を抗議者に向かわせ、抗議に反対する白人は側道から”Sic 'em”とその犬をけしかけた。
1960年代半ば、グリーンウッドの公民権運動抗議者は、市内に支部を置いていたカトリックの平和組織パックス・クリスティが組織した経済ボイコットで支持された。パックス・クリスティの最終的に成功した取り組みは、ミシシッピ生まれのローマ・カトリック教会ジャクソン司教ジョセフ・バーナード・ブルニニによって奨励された。アメリカ合衆国議会で1964年公民権法と1965年投票権法が成立したことは、この運動による大きな成果だった。
1966年6月、ジェームズ・メレディスはミシシッピ大学に入学した最初のアフリカ系アメリカ人であり、「マーチ・アゲインスト・フェア」（「恐怖に抗する行進」）の中で人種差別に抗議し、メンフィスからジャクソンまで歩くつもりだと発表した。距離にして200マイル (320 km) 以上あった。メレディスは共に歩く男性のみを招請し、個人的な旅にした。メレディスが歩き始めて2日目に狙撃された後、学生非暴力協調委員会のストークリー・カーマイケル、南部キリスト教指導者連盟のマーティン・ルーサー・キング・ジュニア、全米黒人地位向上協会のフロイド・マキシックとウィルキンスなど、主要組織の多くの著名公民権運動指導者達が、その抗議を継続することを誓い、彼らと共に行進する者を募った。
様々な集団の間で目標が異なり、大きな集団の場合は食料やテントの運搬が大変なことだった。しかし、彼らは交渉して協調し、ある集団は到着したデルタの町で、行進だけでなく町を組織し有権者登録を行う活動に拡大することまでした。全国的な指導者が出たり入ったりして、その他の任務の中にあっても行進の世話をした。短い時間のみ歩いた者が居れば、この行進の大半に同行した者もいた。精神を高める集会や歌の力によって、土地の住人から共に行進する人を募り、行進に加わるよう奨励した。行進者が法に従う限り、州は警官に保護させることを約束した。土地の多くの白人が行進者を野次り、脅しを掛け、車でその近くに乗り付け、南軍旗を振った。
その集団が6月17日にグリーンウッドに到着したとき、カーマイケルが逮捕されたが数時間後には釈放された。その後、グリーンウッドのブロード通り公園で、カーマイケルは有名なブラック・パワー演説を行った。
この演説は公民権運動の転換点になった。若いメンバーがカーマイケルのスローガンを取り上げ、彼らの自由を守るために、暴力の使用を支持するようになったからだった。この演説は1960年代半ばの公民権運動の分裂の始まりになったと言われているが、既にその方向に進んでいたと見られてもいる。

## 地理
グリーンウッド市は北緯33度31分7秒 西経90度11分2秒 / 北緯33.51861度 西経90.18389度 (33.518719, -90.183883)に位置している。
アメリカ合衆国国勢調査局に拠れば、市域全面積は9.5平方マイル (25 km2)であり、このうち陸地9.2平方マイル (24 km2)、水域は0.3平方マイル (0.78 km2)で水域率は3.16%である。

## 人口動態

### 2010年国勢調査
以下は2010年国勢調査による人口統計データである。
| 基礎データ - 人口: 15,205 人 - 世帯数: 6,022 世帯 - 人口密度: 1,237.7 人/km2（1,237.7 人/mi2） - 住居数: 6,759 軒 人種別人口構成 - 白人: 30.7% - アフリカン・アメリカン: 67.2% - ネイティブ・アメリカン: 0.1% - アジア人: 0.9% - 太平洋諸島系: 0.% - 混血: 0.7% - ヒスパニック・ラテン系: 1.1% | 世帯と家族（対世帯数） - 18歳未満の子供がいる: 28.7% - 結婚・同居している夫婦: 29.8% - 未婚・離婚・死別女性が世帯主: 29.0% - 非家族世帯: 36.6% - 単身世帯: 32.5% - 65歳以上の老人1人暮らし: 10.7% - 平均構成人数 - 世帯: 2.48人 - 家族: 3.16人 |

## ミシシッピ・ブルース・トレイルの標識
ハワード通りにラジオ局WGRMは、1940年にB.B.キングの生演奏を初めて放送で流したときの場所である。その日曜日の夜に、キングはカルテットの1人としてゴスペル音楽を演奏した。この出来事を記念して、ミシシッピ・ブルース・トレイルが、この町では3つ目となる歴史標識を元のラジオ局の場所に設置した。他の標識は、ブルース歌手ロバート・ジョンソンの墓近くと、エルクス・ロッジに置かれている。

## 市政府とインフラ

### 市政府
グリーンウッド市は市政委員会方式の政府が置かれており、7つの小選挙区から選ばれた委員で構成され、1人の市長が主宰している。

### 連邦政府の機関
アメリカ合衆国郵便公社がグリーンウッド市内で郵便局を運営している。グリーンウッド郵便局とレフロア郵便局の2か所である。

## メディア

### 新聞と雑誌
- 「グリーンウッド・コモンウェルス」、日曜日以外の毎日発行
- 「レフロア・イラストレイテッド」、季刊誌

### テレビ
- WABG - ABC系列
- WMAO-TV - PBS系列

### AM/FM ラジオ
- WABG, 960 AM ブルース
- WGNG, 106.3 FM ヒップホップ/アーバン・コンテンポラリー
- WGNL, 104.3 FM アーバン・アダルト・コンテンポラリー/ブルース
- WGRM, 1240 AM ゴスペル音楽
- WGRM-FM, 93.9 FM ゴスペル
- WKXG, 1540 AM サイレント・ペンディング・トランスファー
- WMAO-FM, 90.9 FM ナショナル・パブリック・ラジオ
- WYMX, 99.1 FM クラシック・ロック

## 交通

### 鉄道
グリーンウッド駅にはアムトラックの長距離列車シティ・オブ・ニューオーリンズが停車する。

### 空港
グリーンウッド市の東にグリーンウッド・レフロア空港があり、北のメンフィスと南のジャクソンの中間点に位置している。東のアトランタと西のダラスの中間点でもある。

### 高規格道路
- アメリカ国道82号線、東はジョージア州の大西洋岸（ブランズウィック）と、西のニューメキシコ州ホワイトサンズ（ラスクルーセスの東）を繋いでいる
- アメリカ国道49号線、グリーンウッド市内を通り、 北のアーカンソー州ピゴットと、南のメキシコ湾岸ガルフポートを繋いでいる
- ミシシッピ州道7号線

## 教育
グリーンウッド公共教育学区が市内の公立学校を運営している。グリーンウッド高校が唯一の公立高校である、2014年時点で生徒の99%が黒人である。
レフロア郡教育学区が市外にあるアマンダ・エルジー高校などを運営している。
ピロー・アカデミーは私立キリスト教系学校であり、グリーンウッドに近いレフロア郡未編入領域にある。
セントフランシス・カトリック学校は、カトリック教会が運営しており、幼稚園から6年生までを教えている。
ノース・ニュー・サミット学校は、特殊学級でケアの必要な生徒を教育しており、幼稚園から高校まで対応している。

## 著名な出身者

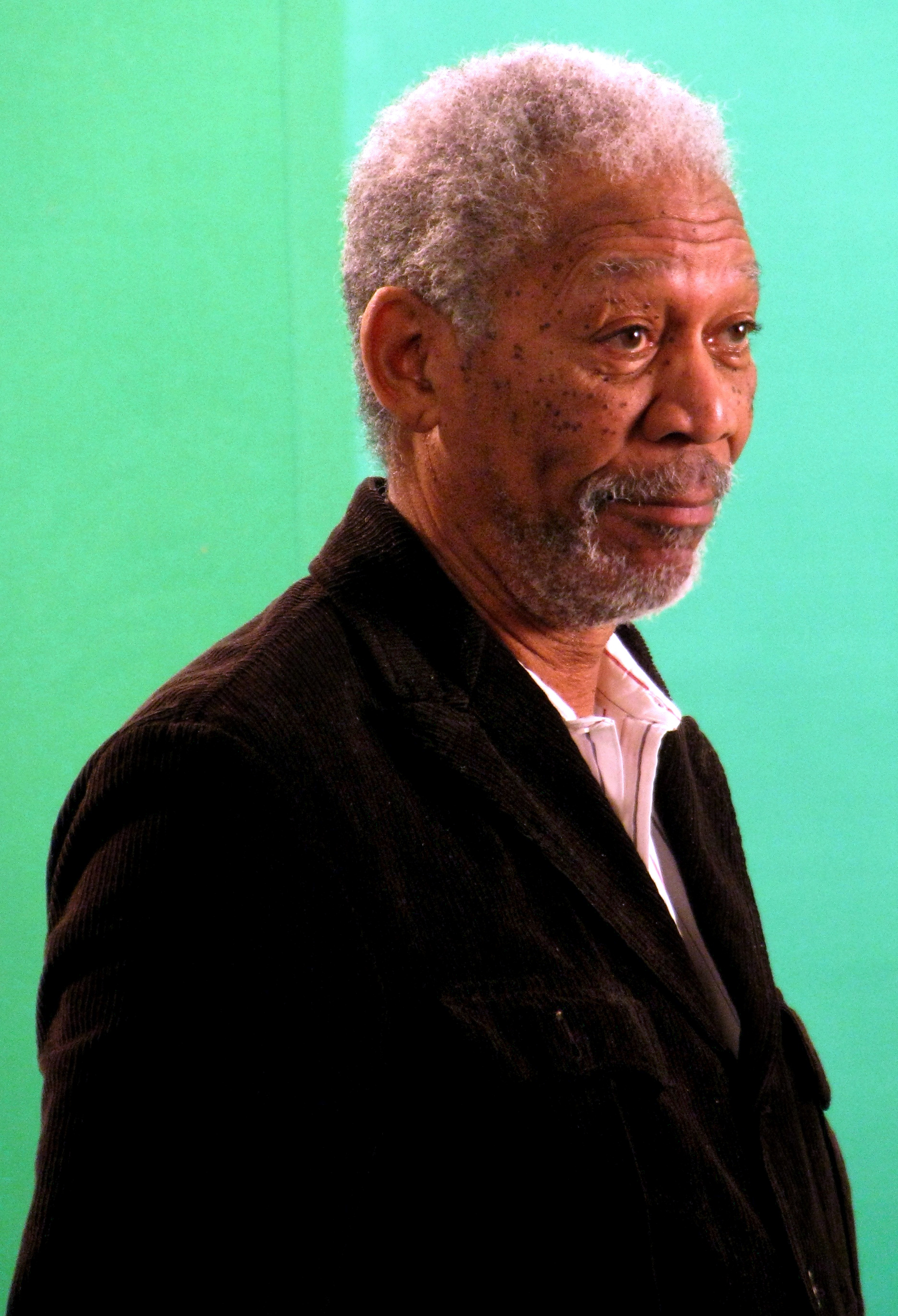
モーガン・フリーマン

- バレリー・ブリスコ＝フックス、陸上競技短距離選手、1984年ロサンゼルスオリンピックで3つの金メダルを獲得[28]
- ルイス・コールマン、メジャーリーグベースボール選手、カンザスシティ・ロイヤルズ[29]
- モーガン・フリーマン、俳優[30]
- ギター・スリム、ブルースとR&Bの歌手、ギター奏者[31]
- ロバート・ジョンソン、ブルース歌手[30]
- ジャーメイン・ジョーンズ、サッカー選手、ニューイングランド・レボリューション他、アメリカ合衆国代表[32]
- ポール・マホーム、メジャーリーグベースボール選手、ピッツバーグ・パイレーツ他[33]
- フェントン・ロビンソン、ブルース歌手、ギター奏者[34]
- ヒューバート・サムリン、ブルース歌手、ギター奏者[35]
- ウィリー・ホワイト、陸上競技短距離、走り幅跳び選手、1956年から1972年まで5大会連続でオリンピックに出場[36]